# Andrena curvungula
Espèce
Statut de conservation UICN

 DD  : Données insuffisantes
Andrena curvungula est une espèce d'abeilles de la famille des Andrenidae, du genre Andrena. Elle a été signalée en Espagne, en Allemagne, en Scandinavie, en Europe de l’Est, en Turquie et en France où elle reste rare.

## Écologie
Les femelles collectent le pollen sur les campanulacées, en particulier la campanule à feuilles de pêcher (Campanula persicifolia), une herbacée protégée sur une partie du territoire français.

## Parasitisme
Nomada Succinta est une abeille coucou cleptoparasite de cette andrène.